# Judith Gabbani
Judith Gabbani, nombre artístico de Olga Judith Gabbani (Buenos Aires, 12 de abril de 1958), es una actriz, modelo, vedette, empresaria y conductora argentina conocida por sus papeles en telenovelas.

## Carrera
Nacida en Capital Federal, vivió sus primeros años en Lanús (Gran Buenos Aires). Su nombre artístico se lo puso su madre al descubrir que su padre había querido llamarla como su primera novia.
Gabbani comenzó a los 17 años como modelo y luego trabajó en decenas de tiras para televisión siendo como  La familia Benvenuto, Las gatitas y ratones de Porcel,  No toca botón  y Los secretos de papá. En cine trabajó en películas encabezadas por Alberto Olmedo y Jorge Porcel.
También incursionó como modelo publicitaria como en el comercial previo al Mundial 86 de la cerveza Quilmes junto al Teto Medina.
En el 2000 debutó como conductora con el programa El diccionario que se emitió por Utilísima Satelital. En los '90 ya había sido co- conductora junto a Juan Alberto Mateyko.
Se dedica a la profesión de empresaria del área cosmética.
En febrero de 2025, retorna al teatro Victoria de Mar del Plata para la obra Hay que Darle el Gusto a Mamá. 

## Cine y Videos
- 1984: Sálvese quien pueda
- 1985: El telo y la tele
- 1988: Atracción peculiar
- 1988: Porcel al verde vivo
- 1989: No es fino?
- 1991: Mujeres.... y algo más
- 1992: Se pudrió todo
- 1994: Despertar de pasiones[6]

## Televisión
- 1978: Vibraciones musicales
- 1980: Con cierta sonrisa
- 1980: Los Manfredi
- 1982: La gran ocasión
- 1982: Todo es cuestión de empezar
- 1982: Crecer con Papá
- 1983: Cara a cara
- 1983: Matrimonios y algo más
- 1983/1984: No toca botón
- 1984: Las comedias de Dario Vittori
- 1984: Lo viste a Porcel?
- 1985: La peluquería del hijo de don Mateo
- 1985: El show de Nito Artaza
- 1986: Bocanitos de Artaza
- 1986: Todos los días la misma historia
- 1987/1989: Las gatitas y ratones de Porcel
- 1988/1989: De carne somos
- 1989: Matrimonios y algo más...
- 1991/1995: La familia Benvenuto
- 1992: Radio Ga-Ga
- 1995: Alta comedia
- 1996: Los ángeles no lloran
- 1996: 90 60 90 modelos
- 1997: Los hermanos Pérez Conde[7]
- 1997/1998: Ricos y famosos
- 2000: El diccionario (como conductora), emitido por Utilísima Satelital.
- 2004: Un cortado, historias de café
- 2004: Los secretos de papá
- 2005: Amor en custodia
- 2018: Campanas en la noche.
- 2018: Todos somos uno.

## Teatro
- 1983/1984: Matrimonios y algo más...
- 1984/1985: ¿Qué pretende esa mujer?
- 1987/1988: ¿No es fino?
- 1989/1990: Hagamos el chan chan
- 1990/1991: Se pudrió todo
- 1992/1993: Pijamas
- 1993/1994: Reinfieles
- 1994/1995: El más negro de la cuadra
- 1995/1996: Aroma para tres
- 1999: Boeing-boeing, de Marc Camoletti, dirigida por Carlos Moreno en el Teatro Neptuno (Mar del Plata).[8]
- 2004: La verdadera historia de Juanito Laguna y su hermana Ramona
- 2007/2011: Busco al hombre de mi vida (marido ya tuve)
- 2017: La vagina enlutada - En el Auditorio Losada
- 2025: Hay que darle el gusto a mamá - Teatro Victoria (Mar del Plata)